# Air Tindi
Air Tindi es una aerolínea canadiense con sede en Yellowknife, Territorios del Noroeste. Opera servicios chárter programados y bajo demanda. Su centro de operaciones es el aeropuerto de Yellowknife. La aerolínea anteriormente era propiedad de la familia Arychuk. El nombre Tindi significa "el gran lago" o "Gran Lago del Esclavo" en el idioma nativo local Tłı̨chǫ Yatiì.

## Historia

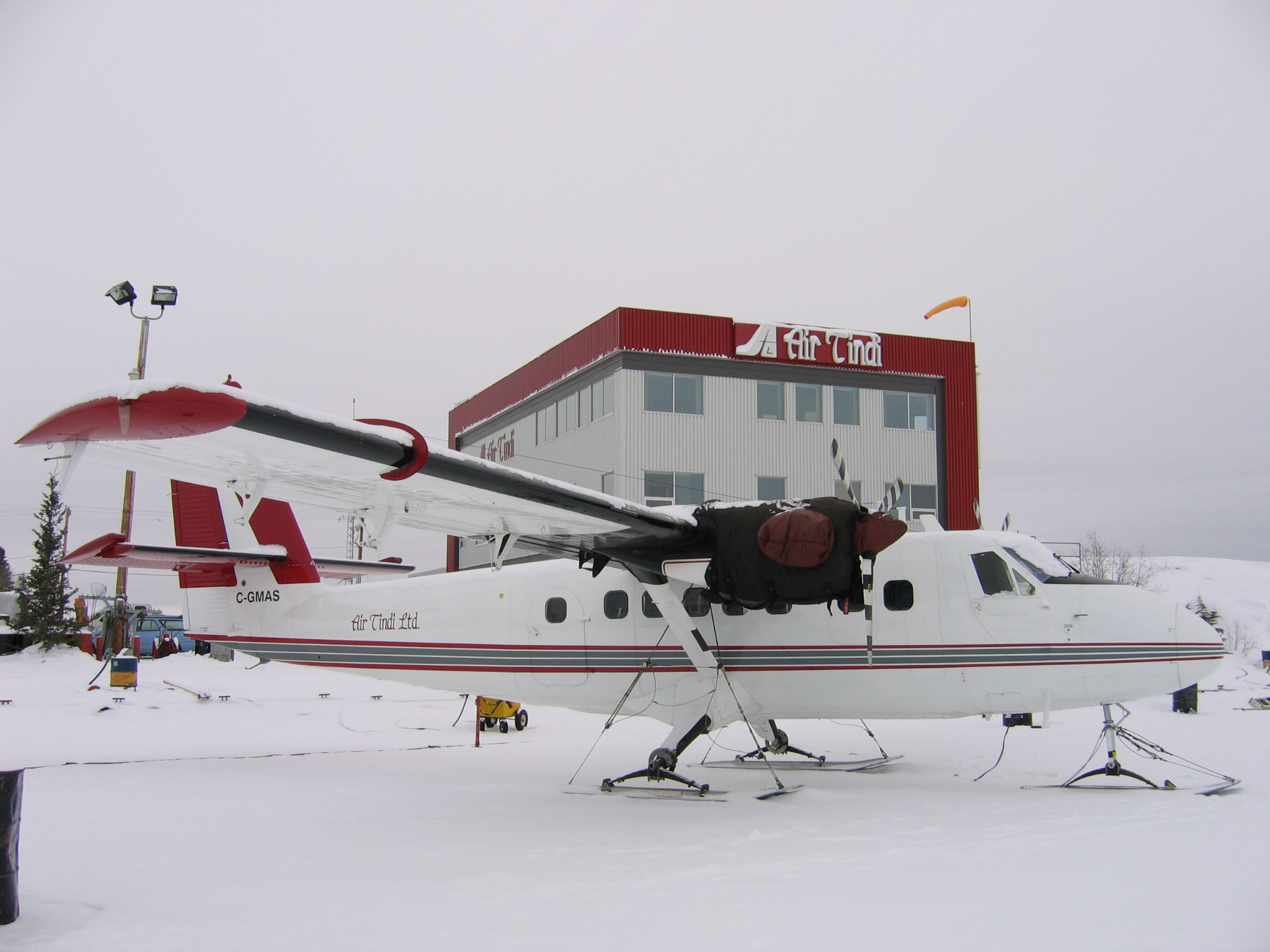
DHC-6 Twin Otter de Air Tindi operando en invierno

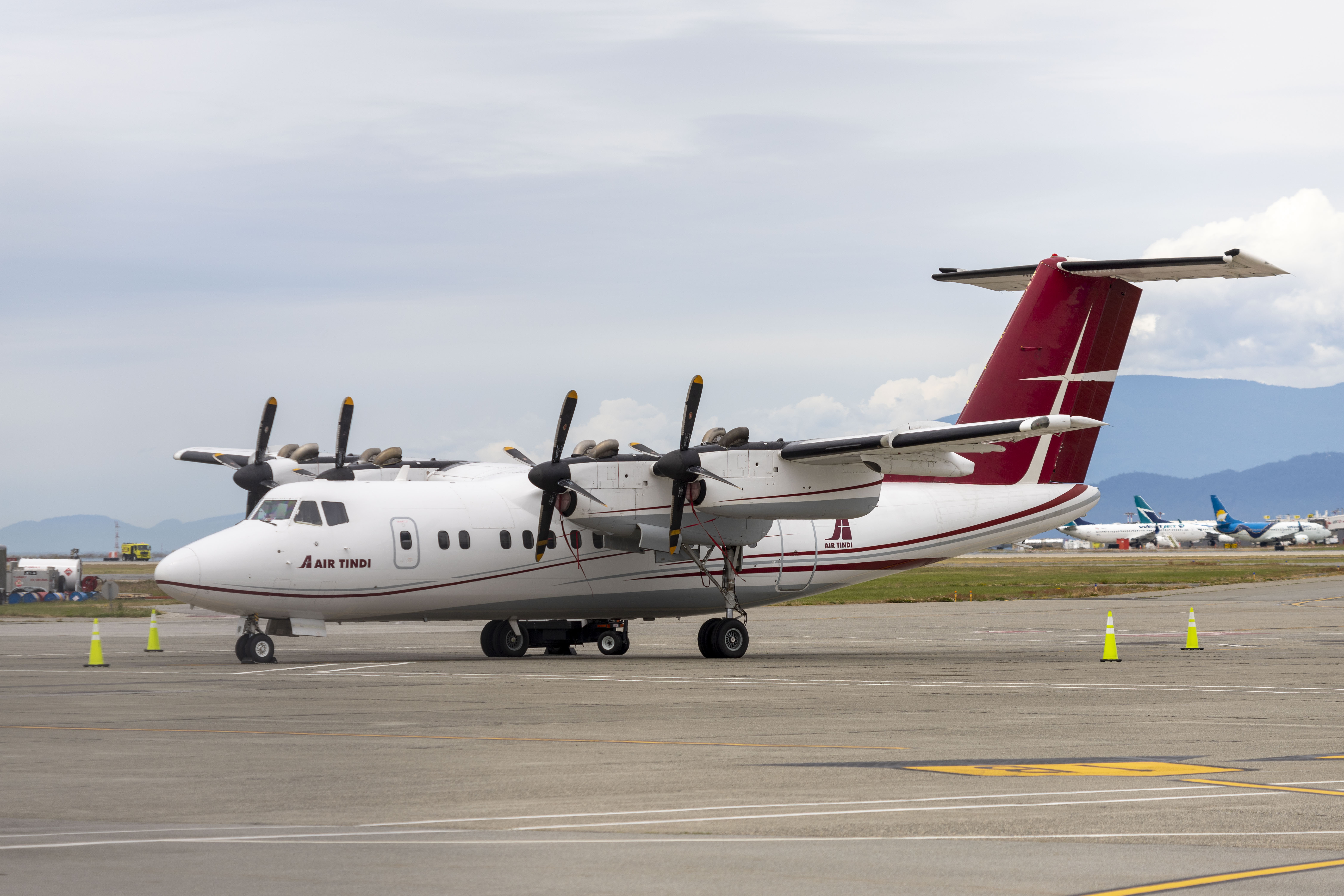
DHC-7 Dash 7 de Air Tindi en el Aeropuerto Internacional de Vancouver

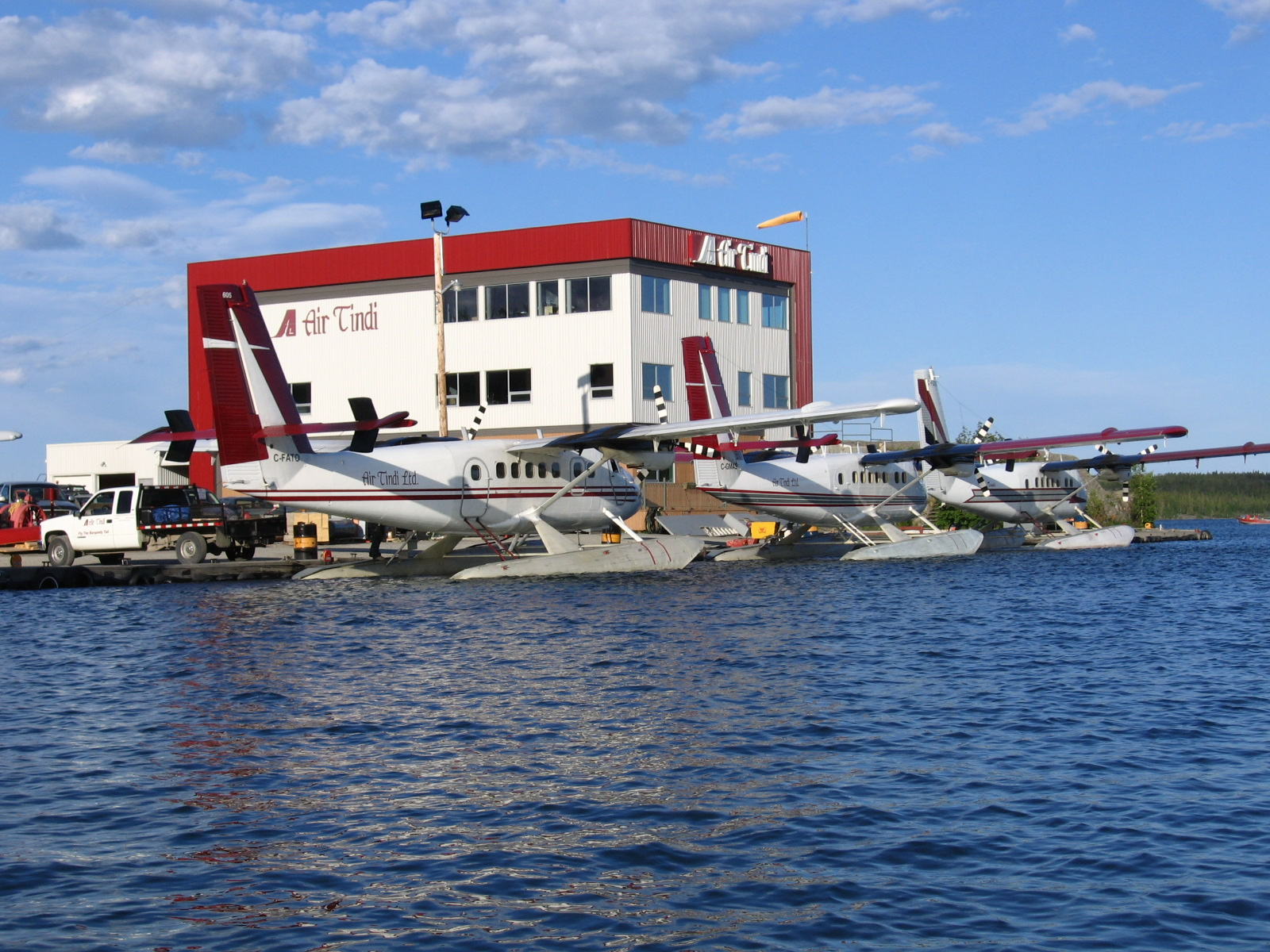
Tres hidroaviones Air Tindi DHC-6 Twin Otter en Yellowknife

Air Tindi fue fundada por dos familias, Alex Arychuk y su esposa Sheila, junto a su hermano Peter Arychuk y su esposa Teri. La aerolínea inició sus operaciones el 1 de noviembre de 1988, con cuatro aviones de flotación/esquí. En 1990, adquirió su primer turbohélice con capacidad STOL, De Havilland Canada DHC-6 Twin Otter con la ayuda de Rae-Edzo Development Corporation, lo que le permitió a la aerolínea expandirse y brindar más servicios a la creciente industria de exploración minera. En 1991, Air Tindi se fusionó con Latham Island Airways y adquirió cuatro aviones más en el proceso. A mediados de 1992, Air Tindi operaba cuatro Twin Otters en flotadores. En 1993 se adquirió su primer avión de gran tamaño, un DHC-4 Caribou, para labores de reabastecimiento a la industria minera. En 1996 se adquirió un turbohélice DHC-7 Dash 7 con capacidad STOL.
El 19 de diciembre de 2006, Air Tindi fue vendida a Discovery Air (Bolsa de Valores de Toronto, DA.A), un holding que cotiza en bolsa y tiene su sede en London, Ontario.  Los fundadores originales mantuvieron sus puestos en Air Tindi, pero desacuerdos corporativos variados culminaron con queAlex Arychuk dejara la presidencia y la junta directiva de Discovery Air. 
En agosto de 2011, el Gobierno de Nunavut anunció que había adjudicado un contrato a Air Tindi y su socio Aqsaqniq, propiedad de Dennis Lyall, para proporcionar servicios de evacuación médica a la región de Kitikmeot de Nunavut. El anterior titular del contrato, Adlair Aviation, apeló ante el Nunavummi Nangminiqaqtunik Ikajuuti y se esperaba una decisión el 11 de octubre de 2011. La decisión de desestimar el recurso se tomó el 29 de octubre de 2011 y la noticia se publicó el 31 de octubre. A Adlair se le concedió una extensión de contrato hasta finales de noviembre de 2011. Air Tindi también ofrece servicios de evacuación médica para la totalidad de los Territorios del Noroeste. 
En diciembre de 2024, Northwestern Air anunció que cerraría sus vuelos programados. Air Tindi acordó hacerse cargo de sus rutas y anunció que adquiriría dos Dash 8 para cubrir la ruta Yellowknife - Fort Smith - Fort Chipewyan - Edmonton. 

## Destinos
Air Tindi opera servicios a los siguientes destinos nacionales programados (a junio de 2024): 
- Fort Simpson (Aeropuerto de Fort Simpson)
- Gamèti (Aeropuerto de Gamètì/Rae Lakes)
- Hay River (Aeropuerto Hay River/Merlyn Carter)
- Lutselk'e (Aeropuerto de Lutselk'e)
- Wekweètì (Aeropuerto de Wekweètì)
- Whati (Aeropuerto de Whati)
- Yellowknife (Aeropuerto de Yellowknife)

## Flota
A enero de 2025, Air Tindi tenía las siguientes aeronaves registradas en Transport Canada y listadas en Air Tindi:  
| Aeronave                             | Número de aeronaves (registro Transport Canada) | Número de aeronaves (lista Air Tindi) | Variantes                            | Notas |
| Beechcraft Super King Air            | 5                                               | 4                                     | 4 - Model 200, 200GT 1 - Modelo B300 | Air Tindi anuncia 3 King Air 250 (200GT, 200CGT)                                                                   |
| Cessna 208                           | 1                                               | 1                                     | Caravana 208                         | 7 pasajeros |
| de Havilland Canada DHC-3 Otter      | 1                                               | -                                     | Avión turboalimentado DHC-3-T        | No listado con Air Tindi                                                                                           |
| De Havilland Canada DHC-6 Twin Otter | 7                                               | 6                                     | Serie 300                            | Hasta 17 pasajeros                                                                                                 |
| Dash 7                               | 11                                              | 5                                     | 4- DHC-7-102 7- DHC-7-103            | Aviones combinados (configuración de carga y pasajeros) y 46 pasajeros (en configuración para todos los pasajeros) |
| Total                                | 25                                              | 16                                    |                                      | |

## Accidentes e incidentes
- El 4 de octubre de 2011, un Cessna Caravan propiedad de Air Tindi que volaba del aeropuerto de Yellowknife al aeropuerto de Lutselk'e se estrelló a unos 25 kilómetros al oeste de la comunidad. Había cuatro personas a bordo del avión, incluido el piloto, y se informó que dos de ellas murieron. No se reveló el estado de los dos supervivientes, pero fueron enviados al Hospital Territorial Stanton en Yellowknife. [17] [18] [19]
- El 30 de enero de 2019, un Tindi King Air 200, C-GTUC, se dirigía desde Yellowknife al aeropuerto de Whatì en condiciones meteorológicas instrumentales y se estrelló a unas 21 millas náuticas (38,9 km) millas náuticas   ) al estesureste de la comunidad de Whatì. Los dos tripulantes, que eran los únicos ocupantes, murieron. La investigación determinó que ambos indicadores de actitud habían fallado, uno antes de la salida y otro durante el vuelo.[20]
- El 1 de noviembre de 2021, un Tindi Twin Otter, C-GNPS, en ruta desde Yellowknife al aeropuerto de Fort Simpson, se quedó sin combustible y se vio obligado a aterrizar en un área de muskeg a 14 kilómetros (8,7 millas) del aeropuerto de Fort Providence. Los cinco ocupantes, tres pasajeros y dos pilotos, sobrevivieron al aterrizaje y fueron rescatados cuatro horas después.La investigación reveló que el capitán asumió de forma errónea que el avión había sido reabastecido en Yellowknife, basándose en un descuido de combustible observado tres días antes. Además, fue interrumpido durante la lista de verificación "Antes del despegue", lo que resultó en que no se verificara la cantidad de combustible antes de iniciar el vuelo. [21]
- El 27 de diciembre de 2023, un Tindi Twin Otter, C-GMAS, estaba realizando un vuelo desde Margaret Lake, Territorios del Noroeste, a Lac de Gras, Territorios del Noroeste, en apoyo de la construcción de una carretera invernal con dos miembros de la tripulación y ocho pasajeros a bordo. Al aproximarse al Lago de Gras, el avión chocó contra el terreno. Dos personas resultaron gravemente heridas y el avión sufrió daños importantes. Los técnicos de búsqueda y rescate del Centro de Coordinación de Rescate Conjunto de Trenton (JRCC) y de la Real Fuerza Aérea Canadiense se lanzaron en paracaídas en la zona para brindar apoyo médico y de supervivencia durante la noche. Además, se desplegó personal de emergencia de la mina de diamantes Diavik y llegó al lugar la noche del accidente. Todo el personal fue recuperado del lugar al día siguiente y recibió la atención médica adecuada. Al 11 de junio de 2024, la Junta de Seguridad del Transporte de Canadá está investigando. [22]